# Mayapán

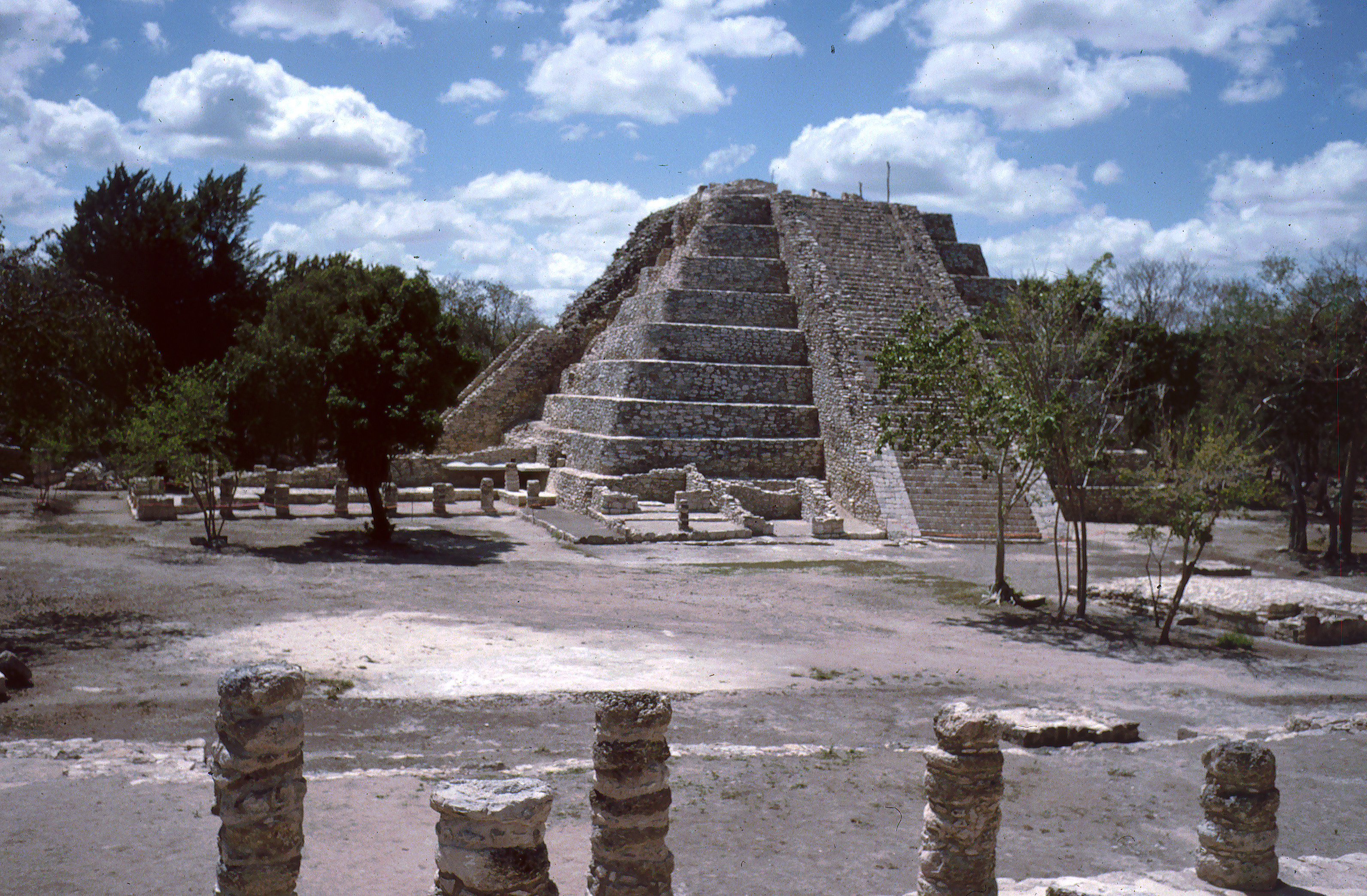
Kulkán-piramis

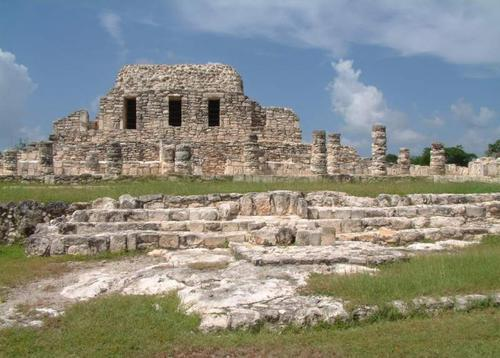
Templo de los Nichos Pintados

Mayapán egy ókori maja városrom a mexikói Yucatán-félszigeten, Yucatán államban. A „Mayapán” név azték nyelven (navatl) azt jelenti, hogy a „majáknál”, a Diego de Landa által szolgáltatott magyarázat „pendón de la Maya” (Maja-zászló) rosszul értelmezi a -pan helységragot. A Chilam Balam-krónikákban inkább Ich Paa nevet használják, amely a jellegzetes városfalra utal. A város körülbelül Kr. u. 1050-től 1400-ig volt lakott és pontosan 40 kilométerre délre fekszik Mérida városától illetve  93 kilométerre  nyugatra Chichén Itzától, Telchaquillo közelében. A 13. század elején Mayapán legyőzte a konkurens és szomszédos Chichén Itzá városállamot.